# Yuzhne
Yuzhne (em ucraniano:  Ю́жне, anteriormente: Южний, Yuzhny) é uma cidade da Ucrânia, situada no Oblast de Odessa. Tem 10,42 km² de área e sua população em 2020 foi estimada em 32.724 habitantes.